# Волков, Алексей Николаевич
Алексей Николаевич Волков (род. 29 января 1945, Талды-Курган) — российский политический деятель, депутат Государственной Думы ФС РФ четвертого (2003—2007) и пятого созывов (2007—2011).

## Биография
В 1989 году окончил спортивный техникум в Новосибирске, Высшую школу МВД СССР в Ташкенте, Академию МВД СССР. Кандидат юридических наук.
Окончил в 1972 году Высшую школу МВД СССР. Более 20 лет проработал в Узбекистане, прошел путь от оперуполномоченного уголовного розыска до первого заместителя начальника УВД Ташкентской области.
Награждён орденом Знак Почета, орденом Дружбы, медалью «За отличную службу по охране общественного порядка», именным оружием. Заслуженный юрист РФ.
Работал тренером в спортивной школе в Кургане, служил в армии.
С 1972 года в органах внутренних дел.
C 1992 по 1996 год — начальник УВД Амурской области.
С 1996 по 2003 год — начальник УВД Курской области.
Генерал-майор милиции.

### Депутат госдумы
В 1999 году баллотировался в ГД третьего созыва по Льговскому округу Курской области. Не избран.
С 1999 по 2003 год — начальник УВД Курской области.
В 2003 году был избран депутатом Государственной Думы ФС РФ четвёртого созыва от избирательного округа 098 (Льговский округ, Курская область).
В 2007 году был избран депутатом Государственной Думы ФС РФ пятого созыва в составе федерального списка кандидатов.
Член Комитета ГД по безопасности.
Член Комиссии ГД по рассмотрению расходов федерального бюджета, направленных на обеспечение обороны и государственной безопасности РФ.